# Dorota Horodyska
Dorota Bogusława Horodyska – polska tłumaczka i publicystka, członek Stowarzyszenia Pisarzy Polskich.

## Życiorys
Pochodzi ze Szczecinka. Ukończyła studia rusycystyczne na Uniwersytecie Warszawskim. Na tej samej uczelni obroniła pracę doktorską z zakresu literatury rosyjskiej (promotor: prof. Florian Nieuważny). Od 1993 r. współpracowała z czasopismem Polis, gdzie w 1998 roku opublikowano pierwsze jej tłumaczenia. Jest jedną z nielicznych tłumaczy, zajmującym się przekładami prozy pisanej w języku albańskim na język polski. Wcześniej w Polsce wydawano utwory pisarzy albańskich, ale przekładów dokonywano pośrednio, z języka francuskiego lub rosyjskiego. Wydany w 2004 roku dramat Buty Stefana Çapaliku był pierwszym dramatem albańskim, udostępnionym polskiemu czytelnikowi.
Dzięki jej staraniom polscy czytelnicy mieli okazję spotkać się z najwybitniejszymi żyjącymi pisarzami albańskimi – Ismailem Kadare, Ylljetem Aliçką, Fatosem Kongoli i Fatosem Lubonją. W swoich artykułach, publikowanych m.in. w Krasnogrudzie, Przeglądzie Albańskim i w Gazecie Wyborczej poruszała problemy środowiska pisarzy albańskich, kondycji albańskiej literatury, ale także kwestię obecności Polaków w Albanii.
Została uhonorowana Srebrnym Piórem (alb. Pende e Argjendte) – prestiżową nagrodą albańskiego ministerstwa kultury, przyznaną za najlepszy przekład prozy albańskiej na język obcy w 2002, którą otrzymała za przekład opowiadań Ylljeta Aliçki. W lipcu 2012 otrzymała doroczną nagrodę czasopisma Literatura na Świecie w kategorii przekładu poezji obcojęzycznej za tom Dzieci natury Luljety Lleshanaku. W czerwcu 2022 zdobyła nagrodę główną 7. edycji nagrody Europejski Poeta Wolności za tłumaczenie tomiku poezji Luljety Lleshanaku Woda i węgiel. 
Mieszka w Warszawie. Jej hobby to turystyka rowerowa.
W latach 2009-2025 pełniła funkcję prezeski Towarzystwa Polsko-Albańskiego.

## Książki tłumaczone
- 1997: Konstytucja Republiki Albanii, opr. Adam Bosiacki, Dorota Horodyska, Wyd. Sejmowe.
- 2001: Konstytucja Albanii z 1998 roku, tłum. Dorota Horodyska, Edlira Lloha, wstęp: Włodzimierz Milanowski.
- 2002: Aliçka Ylljet, Kompromis. 13 opowiadań albańskich, wybór, przekład i posłowie Dorota Horodyska, Wyd. Pogranicze. ISBN 83-86872-28-4.
- 2005: Lubonja Fatos, Albania: wolność zagrożona, Wyd. Pogranicze. ISBN 83-86872-66-7.
- 2006: Kadare Ismail, Pałac snów, Wyd. Znak. ISBN 83-240-0699-0.
- 2007: Kongoli Fatos, Psia skóra, Wyd. Czarne. ISBN 978-83-89755-66-7.
- 2008: Kadare Ismail, Następca, Wyd. Świat Książki. ISBN 978-83-247-0809-3.
- 2010: Kadare Ismail, Ślepy ferman, Wyd. Pogranicze, ISBN 978-83-61388-01-2.
- 2011: Kadare Ismail, Córka Agamemnona, Wyd. Świat Książki, ISBN 978-83-247-1678-4.
- 2011: Lleshanaku Luljeta, Dzieci natury, Wyd. Słowo-obraz-terytoria, ISBN 978-83-7453-051-4.
- 2013: Kadare Ismail, Wypadek, wyd. Świat Książki, ISBN 978-83-7943-109-0.
- 2014: Kadare Ismail, Kolacja dla wroga, wyd. Świat Książki, ISBN 978-83-7943-110-6
- 2022: Luljeta Lleshanaku, Woda i węgiel, ISBN 978-83-66003-88-0
- 2024: Lubonja Fatos, Drugi wyrok, Wyd. Pogranicze. ISBN 978-83-66143-99-9.

## Publicystyka, wiersze, dramaty
- Ahmeti Lindita, Pięć wierszy, Literatura na świecie 2013/5-6, s. 383-388.
- Aliçka Ylljet, Pisarze (opowiadanie), Czas Kultury 2011/3, s. 64-71.
- Aliçka Ylljet, Przykry incydent (opowiadanie), Krasnogruda XVI (2002/2003), s. 146-148.
- Andrea Ema, Listy z Albanii, Dialog 2004/11, s. 146-147.
- Arifi Arta, Kobieta w oknie,  Dialog 2017/4, s. 203-242
- Beqiraj Astrit, Koperty i 77 książek, [w:] Podróże z Ryszardem Kapuścińskim. Opowieści trzynastu tłumaczy, red. B. Dudko, Kraków 2007, s. 17-23.
- Čubrilović Vaso, Wysiedlenie Albańczyków, Przegląd Albański nr.3 (1998-2000), s. 25-32.
- Çapaliku Stefan, Buty. Kaprys w jednym akcie (dramat), Dialog 2004/11, s. 134-143.
- Çapaliku Stefan, Znajomość z Anną była całkiem przypadkowa (opowiadanie) Krasnogruda nr 15, Sejny 2002, s. 51-59.
- Czela Zija, Człowiek taki jak ja powinien umrzeć samotnie (opowiadanie), Przegląd Albański 1997, s. 72-75.
- Kadare Ismail, Naród albański u progu trzeciego tysiąclecia, Więź 1999/12.
- Kapllani Gazmend, Ciemności kryją Kosowo, Gazeta Wyborcza. Gazeta Środkowoeuropejska 14 II 2008, s. 20-21.
- Kongoli Fatos, Przegrany (fragment powieści pod tym samym tytułem), Czas Kultury 2011/3, 72-78.
- Leka Martin, Wojna w czasie pokoju, Polis 1998/2-3, s. 117-118
- Lera Nasi, Anna (opowiadanie), Przegląd Albański 1997, s. 78-80.
- Lleshanaku, Luljeta, Spóźnione wiadomości; Przeznaczenie wypisane na twarzy; Pan telewizora; Mężczyźni; De iure; Więźniowie, Czas Kultury 2011/3, s. 88-93.
- Lubonja Fatos, Albańczycy i Kosowarzy, Krasnogruda nr 15, Sejny 2002, s. 33-36
- Lubonja Fatos, Albańczycy i nacjonalizm [fragm], Polis 1998/2-3, s. 113-117.
- Lubonja Fatos, Blok (bez nostalgii), [w:] Znikająca Europa, red. Katharina Raabe i Monika Sznajderman, Wyd. Czarne, Wołowiec 2006, s. 283-314.
- Lubonja Fatos, Enver jest wśród nas, Gazeta Wyborcza. Gazeta Środkowoeuropejska, 24 lutego 2005, s. 16-17.
- Lubonja Fatos, Holokaust i komunistyczne prześladowania, Midrasz 2008/3, s. 42-43.
- Lubonja Fatos, Nadzieja uwalnia z piekła, Gazeta Wyborcza 2005/302, s. 16 [wspomnienia więzienne]
- Lubonja Fatos, Nuri [opowiadanie], Gazeta Wyborcza 2005/211, s. 25-26.
- Lubonja Fatos, Po wyborach po staremu?. Widziane z Tirany, Gazeta Wyborcza 2005/197, s. 15.
- Lubonja Fatos, Intymność w machinie, Gazeta Wyborcza 2001/45, s. 18.
- Lubonja Fatos, List do przyjaciela z Kosowa, Gazeta Wyborcza 2000/76, s. 12-13.
- Lubonja Fatos, Nostalgia i ból, [w:] Nostalgia. Eseje o tęsknocie za komunizmem, Wołowiec 2002.
- Lubonja Fatos, Odwaga i strach przed śmiercią, Gazeta Wyborcza 2004/142, s. 15-17.
- Lubonja Fatos, Piramidy z błota [fragm], Polis 1998/5, s. 77-84.
- Lubonja Fatos, Religia i Albańczycy (krótki zarys historyczny), Krasnogruda nr 15, Sejny 2002, s. 73-80, fot.
- Lubonja Fatos, Spojrzenie Skanderbega, Gazeta Wyborcza 1999/79, s. 14-15
- Lubonja Fatos, Toksyczne Bałkany, Gazeta Wyborcza 2002/97.
- Lubonja Fatos, Tożsamościowa „esencja” i „kanibalizm kulturowy”, Czas Kultury 2011/3, s. 40-47.
- Lubonja Fatos, Widziane z Albanii. Wrażliwość na skandale, Gazeta Wyborcza 2004/282, s. 19.
- Lubonja Fatos, Wirtualna świetność, mizerna rzeczywistość, Gazeta Wyborcza 2000/223, s. 20-21.
- Lulija, Sny, Polis 1998/2-3, s. 119.
- Maliqi Shkelzen, Albańczycy i Europa [fragm], Polis 1998/1, s. 56-62.
- Maliqi Shkelzen, Dwie prawdy o Kosowie, Gazeta Wyborcza 27 X 2005.
- Maliqi Shkelzen, Kosowo na rozstajach, Gazeta Wyborcza 2000/75, s. 11.
- Neziraj Jeton, Zburzenie Wieży Eiffla (dramat), Dialog 2015/5.
- Puto Artan, O planach emigracji Żydów do Albanii, Midrasz 2000/5.
- Puto Artan, Romantyczny i nacjonalistyczny duch w debacie o „albańskiej tożsamości”, Czas Kultury 2011/3, s. 24-39.
- Shehu Bashkim, Anatomia biblioteki dyktatora, Krasnogruda XVI (2002/2003), s. 135-142.
- Shehu Bashkim, Czerwony i czarny Hodża, Gazeta Wyborcza 2001/45, s. 16-17.
- Surroi Veton, Wypaczona suwerenność, Gazeta Wyborcza 27 X 2005.

## Teksty własne
- Albania, [w:] Słownik dysydentów. Czołowe postacie ruchów opozycyjnych w krajach komunistycznych w latach 1956–1989, Warszawa 2007.
- Albańska Matrioszka, Tygodnik Powszechny 1995/42, s. 7.
- Buty z duszą, Dialog 2004/11, s. 144-145.
- Chleb, sól i serce, Dni śmierci, Polis 1995/1.
- Dział zagraniczny. Albania, Twórczość 2000/9, s. 150-152; 2000/11, s. 147-148.
- Jeden przeciwko elitom. Sławny i niepokorny publicysta ma znowu kłopoty, Gazeta Wyborcza 3 IX 2003, s. 11.
- Najważniejszy człowiek, Przegląd Albański 1997, s. 70-71.
- Poezja polska w Albanii, Słowo-Dziennik Katolicki 1993/130, fot.
- Przed szansą. O dramaturgii albańskiej, Dialog 2004/11, s. 122-133.
- Saga rodziny Lubonjów, albańskich intelektualistów, „Gazeta Wyborcza” 22 III 2002.
- Statusi i shkrimtarit në Shqipërinë postkomuniste (Status pisarza w Albanii postkomunistycznej), [w:] Poznać Bałkany III, Toruń 2012, s. 349-362.
- Tryptyk albański, Polis 1995/6, s. 71-73.
- Wariant Danuty, Tygodnik Powszechny 1996/33, s. 4.
- Życie literackie w Albanii po upadku komunizmu w 1991 r.; [w:] Albanistyka polska, red. Irena Sawicka, Toruń 2007, s. 171-181.

## Wywiady
- Jak rodzi się pasja: Dorota i jej Albania, rozm. Kinga Wiechecka, Polis 1998/1, s. 63-67.
- Literatura uruchamia wyobraźnię, rozm. Jerzy Wiśniewski, Przegląd Albański 4: 2001, s. 5-11.
- Pojechałam, zwariowałam, rozm. Agnieszka Litorowicz-Siegert, Twój Styl 2008/7, s. 88-90, fot.
- Çerçiz Loloçi: Dashuria ime në vendin e harruar nga Zoti dhe njerëzit. 2003-11-29. [dostęp 2013-02-20]. [zarchiwizowane z tego adresu (2013-01-21)].
- Ben Andoni: Dorota Horodyska, përkthyesja e njohur polake, me Leshanakun për çmim në Poloni. 2012-09-02. [dostęp 2013-02-20].
- Alda Bardhyli: Lexuesi i huaj: Kërkon vetëm histori me virgjëresha dhe kanune. 2013-04-29. [dostęp 2013-05-20].
- Elsa Demo: Intervista e Dorota Horodyska. Përkthyesja polake që e çoi letërsinë shqipe në dy finale europiane. 2013-05-08. [dostęp 2013-05-16].